# Stella binaria a raggi X di piccola massa
Una stella binaria a raggi X di piccola massa (in inglese abbreviata in LMXB, acronimo di Low-Mass X-ray Binary) è una stella doppia in cui una delle componenti è o un buco nero o una stella di neutroni. L'altra componente, donatrice di materia, riempie di solito il proprio lobo di Roche trasferendo così massa alla stella compatta. La stella donatrice è meno massiva dell'oggetto compatto che ha per compagno, e può anche trovarsi sulla sequenza principale, oppure essere una stella degenere (nana bianca), o una stella evoluta (gigante rossa).
Si stima che in una tipica binaria a raggi X di piccola massa, 1041 positroni vengano trasferiti ogni secondo dalla stella donatrice all'altra componente.
Nella Via Lattea sono state scoperte circa duecento stelle binarie a raggi X di piccola massa, e di queste, tredici sono state rinvenute all'interno di ammassi globulari. Nuovi dati dal telescopio orbitante Chandra hanno rilevato stelle doppie a raggi X di piccola massa anche in molte galassie lontane.

## Caratteristiche
Una tipica stella doppia a raggi X di piccola massa emette quasi tutta la sua radiazione elettromagnetica nei raggi X, e di solito meno dell'uno per cento nella luce visibile, così da risultare uno degli oggetti più luminosi nel cielo ai raggi X, ma relativamente debole nella luce visibile; la magnitudine apparente è in genere compresa tra +15 e +20. La parte più luminosa del sistema è il disco di accrescimento intorno all'oggetto compatto. Il periodo orbitale può variare a seconda del sistema, da un minimo di dieci minuti ad un massimo di qualche centinaio di giorni.
La variabilità di questa tipologia di stelle di solito si osserva sotto forma di esplosioni di raggi X, ma a volte anche come pulsar a raggi X. Le esplosioni di raggi X sono collegate a esplosioni termonucleari generate dall'accrezione di idrogeno e elio.